# Trichophilie

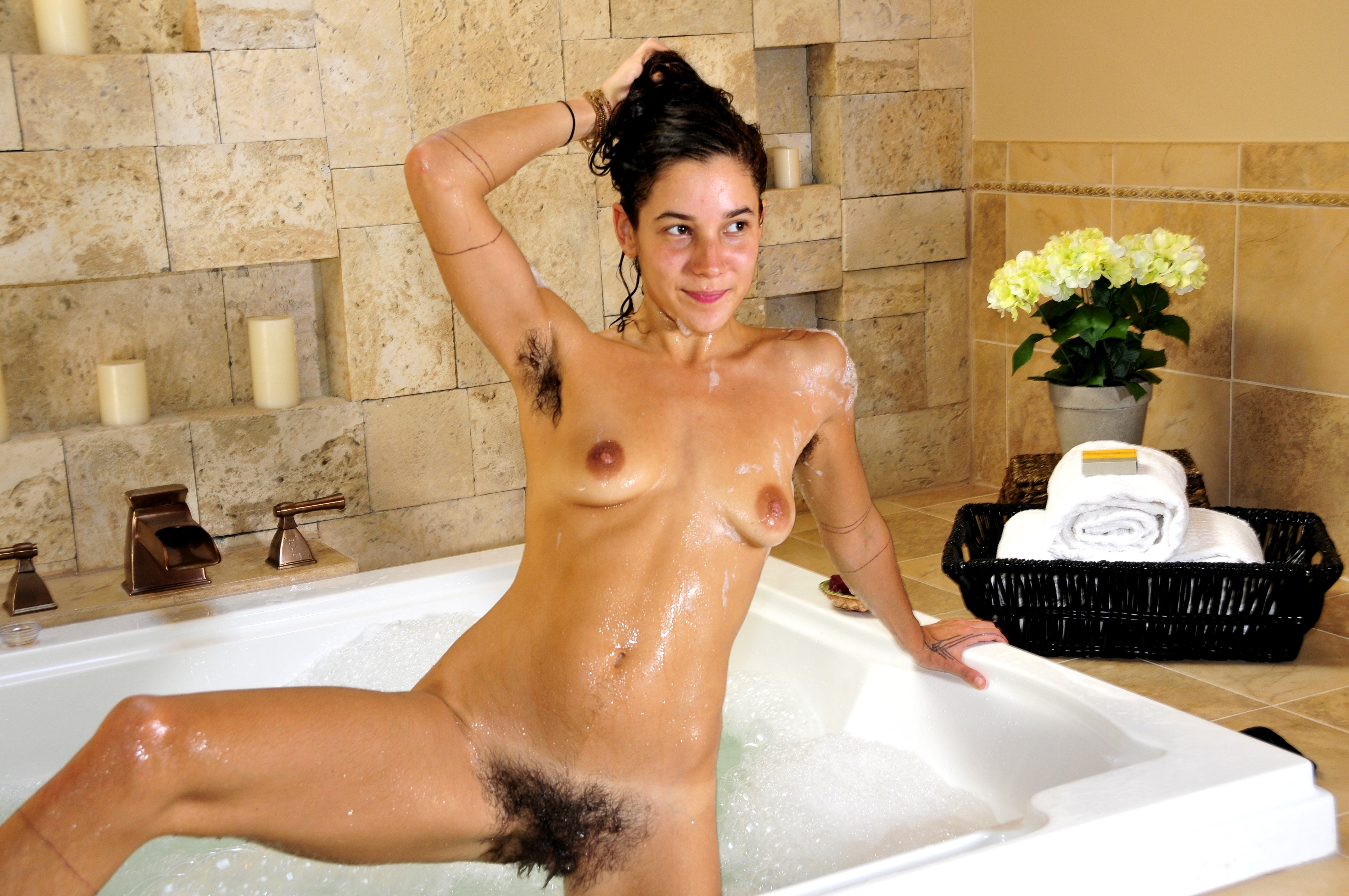
Erotik-Model mit Scham- und Achselhaaren

Als Trichophilie bezeichnet man die sexuelle Erregung beim Anblick oder der Berührung von Haaren. Sie kann allgemein auf Körperbehaarung, aber auch auf Haar spezieller Körperregionen ausgerichtet sein.

## Klassifikation
Trichophilie wird als sexueller Fetischismus bezeichnet, unter dem definitionsgemäß in der Regel ein sexuell abweichendes Verhalten (Devianz) verstanden wird, bei welchem ein meist unbelebter Gegenstand (vgl. Objektsexualität), der sogenannte Fetisch, als Stimulus der sexuellen Erregung und Befriedigung dient. Im weitesten Sinne kann diese sexuelle Neigung unter Body worship  (engl. Anbetung des Körpers) subsumiert werden, einem Oberbegriff für sexuelle Praktiken, bei denen einzelne Körperteile verehrt werden.
Nach DSM-IV umfasst sexueller Fetischismus sowohl den Gebrauch unbelebter Objekte als auch die erotische Stimulation durch Körperteile, der DSM-IV-Code für diesen Begriff ist 302.81. Erotische und sexuelle Vorlieben hingegen, beispielsweise für blonde Haare, werden nicht von den medizinisch-psychologischen Definitionen des sexuellen Fetischismus abgedeckt.
Kulturelle Einflüsse können beim Körperhaar- oder Schamhaarfetischismus eine Rolle spielen, da insbesondere weibliche Körperbehaarung früher als normal angesehen wurde und eine entsprechende Konditionierung vorliegt:

„Oftmals sind sie älter und ihre erste Berührungen mit erotischen Bildern oder ihre ersten sexuellen Erfahrungen waren geprägt von unrasierten Frauen. Das muss sich jetzt nicht unbedingt auf die Achseln oder die Beine beziehen, sondern auch auf die Intimbehaarung. Sie fühlen sich automatisch zu so etwas hingezogen, weil sie ihr erstes Mal mit einer behaarten Frau hatten.“

## Bear Community

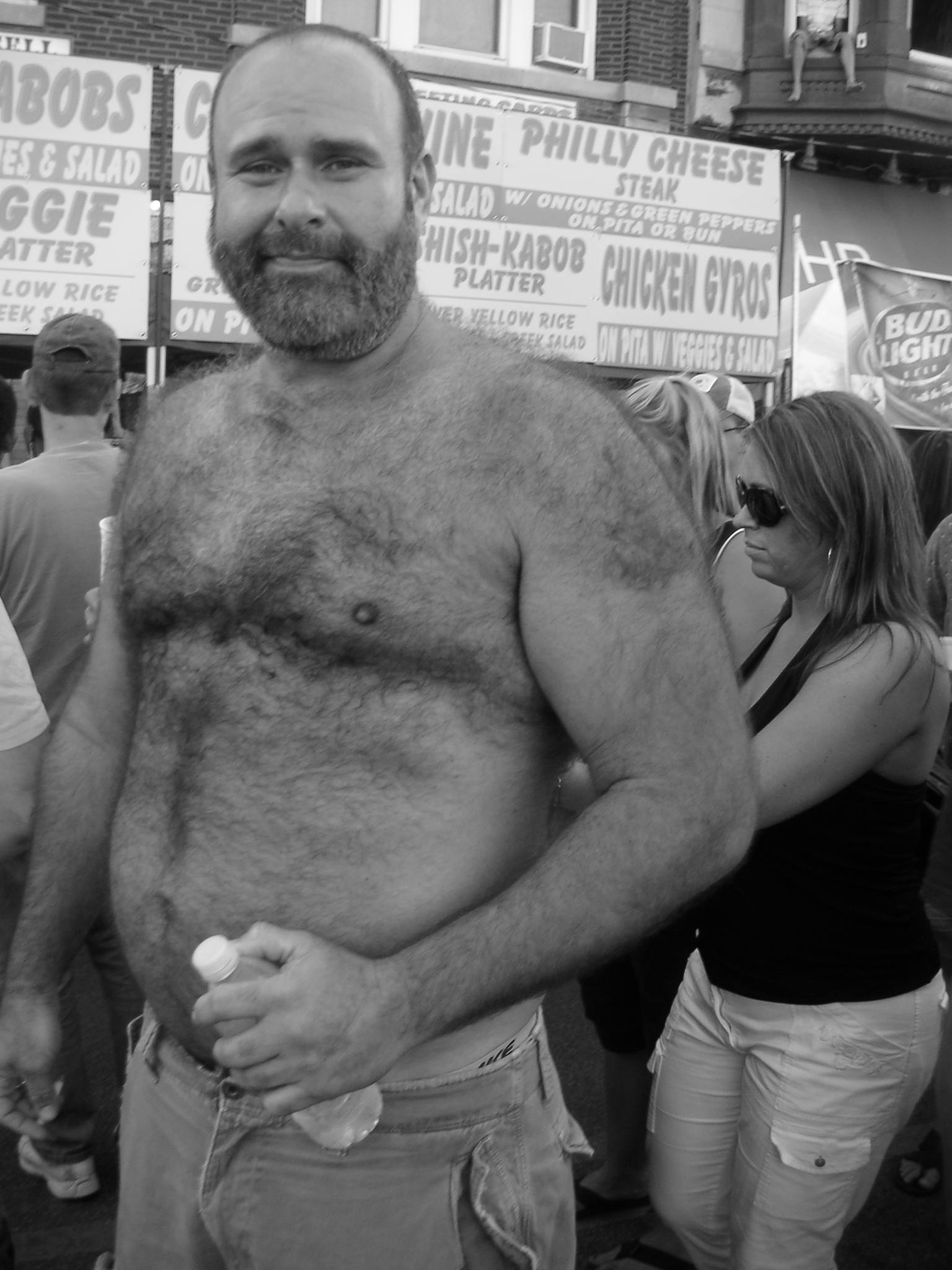
Männlicher „Bear“

Die Bear Community (engl. „Bärengemeinschaft“) ist eine Subkultur innerhalb der LBGT-Szene, die sich durch eine Vorliebe für ausgeprägte Körperbehaarung auszeichnet. Die Szene ist überwiegend von homo- oder bisexuellen Männern geprägt, es sind aber auch weibliche Butches in der Szene vertreten. Bear-Männer zeichnen sich oft auch durch einen Vollbart aus.

## Symptome
Die Trichophilie kann durch folgende Symptome gekennzeichnet sein:
- Sexuelle Erregbarkeit durch Haare
- Abnormale Beschäftigung mit Haaren
- Sexuelle Fantasien über Haare
- Sexuelle Triebhaftigkeit nach Haaren
- Sexuelles Interesse, das vorwiegend auf Haare fixiert ist

## Varianten

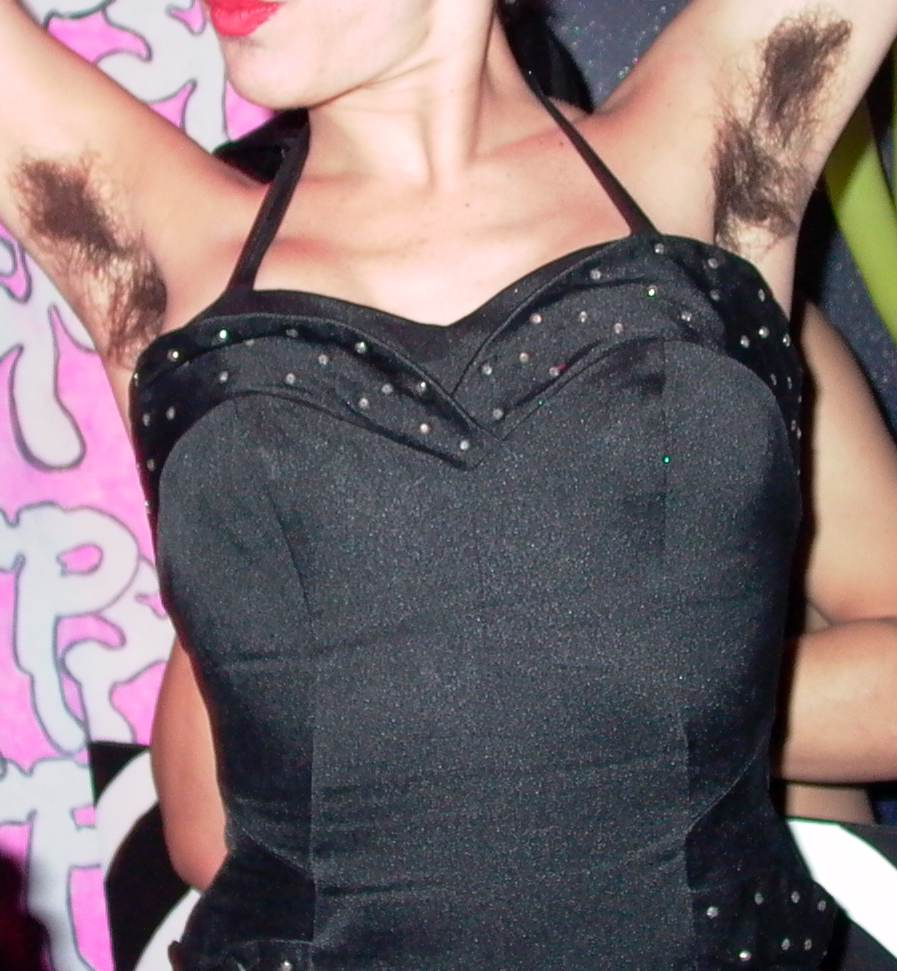
Unrasierte Achselbehaarung bei einer Frau

Die Trichophilie kann auf verschiedene Haartypen fokussiert sein:
- Körperbehaarung allgemein
- Kopfhaar
- Achselhaar
- Schamhaar

## Therapieformen
Die Krankhaftigkeit hängt vom Leidensdruck des Betreffenden ab. Wenn dieser die Trichophilie als belastend empfindet oder durch sein Verhalten gesellschaftliche oder juristische Konsequenzen zu befürchten hat, so kommen als Therapieverfahren in Frage:
- Psychoanalyse
- Hypnose
- Verhaltenstherapie
- kognitive Therapie
- unterstützende medikamentöse Therapie
- Rekonditionierung

## Trichophilie in der Kunst
- Georges Rodenbach: Die stille Stadt. Schauspiel in vier Aufzügen. Einzig autorisierte deutsche Übersetzung von Siegfried Trebitsch. Wiener Verlag 1902 (Digitalisat im Internet Archive)